# آبشار حرمک
آبشار حرمک در بخش گلباف از توابع شهرستان کرمان واقع است.این آبشار که در دره ای تنگ و عمود جریان دارد از دو قسمت با ارتفاع های متفاوت نیز تشکیل شده است . قسمت اول 8 متر ارتفاع دارد و قسمت دوم نیز با 6 متر ارتفاع به صورت پله ای فرو میریزد.